# Финли
Финли (на английски: Finlay River) е река в Канада, северната част на провинция Британска Колумбия, лява съставяща на река Пийс. Река Финли е официално приета за начало на река Маккензи. Дължината ѝ от 402 km ѝ отрежда 93-то място сред реките на Канада.

## История
Устието на река Финли е открито от известния шотландски пътешественик Александър Маккензи, служител на Северозападната компания, търгуваща с ценни животински кожи през лятото на 1793 г. по време на похода му 1792 – 1794 г. на запад към Тихия океан.
По-късно реката е кръстена в чест на Джон Финли (1774 – 1833), също служител на „Северозападната компания“ и участник в похода на Александър Маккензи през 1792 – 1794 г., който открива и първи изследва долното ѝ течение през 1797 г.
През 1824 г. друг служител на „Северозападната компания“ Самюел Блак (1780 – 1841) открива горното течение на реката и извора ѝ в езерото Тътад.

## География
Реката изтича от северния ъгъл на дългото и тясно езеро Тътад (на 1123 м н.в.) в планината Оминека, на 57°04′28″ с. ш. 126°53′29″ з. д. / 57.074444° с. ш. 126.891389° з. д., като първите стотина км тече в северна и североизточна посока до 57° 38′ с.ш., след което завива на югоизток и на 56°53′25″ с. ш. 124°57′00″ з. д. / 56.890278° с. ш. 124.95° з. д. се влива в най-северния ъгъл на язовира Уоластън на 673 м н.в. Преди построяването и завиряването на язовира Финли е текла още 135 км на югоизток до 56°00′00″ с. ш. 123°54′21″ з. д. / 56° с. ш. 123.905833° з. д., където заедно с идващата от юг река Парснип образува река Пийс.
Площта на водосборния басейн на реката е 43 000 km2, който представлява 14,2% от целия водосборен басейн на река Пийс.
Основните притоци на река Финли са: леви – Куодача, Ейки, Оспика; десни – Ингеника, Оминека.
Многогодишният среден дебит в устието на реката е 600 m3/s. Максималният отток на реката е през юни и юли, а минималният е през януари и февруари. От края на октомври началото на ноември до към края на май реката замръзва.
По течението на реката има само едно населено място – Форт Уеър в устието на река Куодача.